# Les Cots (Biosca)
Les Cots és una masia del municipi de Biosca (Solsonès) que forma part de l'Inventari del Patrimoni Arquitectònic de Catalunya.

## Situació
És una de les masies del veïnat dispers de Lloberola, al nord del terme municipal. Es troba als replans del marge dret de la riera de Lloberola, al peu del Cap de la Serra, al nord i enfront mateix de Lloberola. S'hi va des de la carretera asfaltada de Lloberola a Sant Climenç per un trencall senyalitzat. És a 1,4 km de Lloberola.

## Descripció
És un edifici de quatre façanes i tres plantes. A la façana sud, hi ha una entrada amb arc adovellat de mig punt (on a la dovella central hi ha la data de 1782), i porta de fusta. A la planta següent hi ha tres finestres. A la façana est, hi ha tres petites finestres, una a cada planta. A la façana nord, hi ha petites obertures a la part baixa de la façana, i dues finestres a la part alta. A la façana oest, a la planta a baixa a l'esquerra hi ha una premsadora encastada a la paret. A la següent planta, hi ha quatre finestres i a la darrera hi ha dues finestres. La coberta és de dos vessants (nord-sud), acabada amb teules.
A 50 metres al nord d'aquest edifici, n'hi ha un altre que antigament era un paller i ara l'han restaurat i també és una casa de turisme rural. Té quatre façanes i dues plantes. A la façana sud, a la part esquerra hi ha una gran entrada que s'utilitza com a garatge. A la seva dreta hi ha una porta de fusta, i més a la dreta una finestra. A la planta següent a sobre de l'entrada del garatge hi ha una gran terrassa amb barana de ferro, que s'hi accedeix per una porta amb vidriera. A la dreta de la façana hi ha una finestra. A la façana est, a la planta baixa hi ha una finestra.
A l'esquerra hi ha unes escales metàl·liques que pugen a la segona planta on hi ha una porta de fusta que dona accés a l'edifici. A la seva dreta hi ha dues finestres. A la façana oest, a la part esquerra de la segona planta, hi ha una finestra. A la façana nord, hi ha dues finestres a la planta baixa, i dues a la següent. La coberta és de dos vessants (est-oest), acabada amb teules. A uns 100 metres a l'oest del primer edifici, n'hi ha un altre que ha estat aixecat de nou, ja que abans només en quedaven ruïnes. Té quatre façanes i dues plantes.
A la façana sud a la part dreta hi ha una entrada amb arc de mig punt adovellat i porta de fusta de doble batent, a la seva dreta hi ha una petita finestra. A l'esquerra hi ha una gran entrada que serveix de garatge. A la planta següent a la dreta hi ha una finestra, i a l'esquerra hi ha una terrassa amb barana de ferro. A la terrassa s'hi accedeix per una porta, a l'esquerra de la porta hi ha una finestra. A la façana oest, a l'esquerra tant a la planta baixa com a la superior, hi ha una finestra. A la façana nord, hi ha una finestra a la planta baixa i dues a la segona. A la façana est, hi ha dues finestres a cada planta. La coberta és de dos vessants (est-oest), acabada amb teules. Aquest edifici també és una casa rural.
Hi ha un altre edifici d'una sola planta anomenat la Sala. Es troba entre el primer descrit i el darrer. A la façana sud a la part dreta té l'entrada, a la seva esquerra té quatre finestres. La coberta és d'un sol vessant (sud), acabada amb teules.
Hi ha una piscina i un espai amb gronxadors.